# Terre rare
Ne doit pas être confondu avec Hypothèse de la Terre rare.
Les terres rares, désignées par l'acronyme REE (pour l'anglais rare-earth element), sont un groupe de métaux aux propriétés voisines comprenant le scandium 21Sc, l'yttrium 39Y et les quinze lanthanides.
Ces métaux, contrairement à ce que suggère leur appellation, sont assez répandus dans la croûte terrestre, à l'égal de certains métaux usuels. L'abondance dans la croûte terrestre du cérium (25e élément le plus abondant avec 68 ppm) surpasse ainsi celle de plusieurs métaux communs comme le cuivre (60 ppm), le cobalt (20 ppm) ou le plomb (13 ppm), l'étain (2,1 ppm), l'argent (0,075 ppm) et l'or (0,004 ppm) étant, eux, bien plus rares. Le néodyme (41,5 ppm, utilisé dans les aimants), le lanthane (39 ppm) et l'yttrium (33 ppm) sont également relativement abondants, alors que l'abondance du thulium et du lutécium n'est que de 0,5 ppm. La qualification de « rares » tient au fait que ces éléments sont rarement concentrés dans des gisements exploitables à faible coût, à l'inverse du plomb, par exemple, dont une large proportion est rassemblée dans des roches riches en minéraux du plomb comme la galène.
Sous forme élémentaire, les terres rares ont un aspect métallique et sont assez tendres, malléables et ductiles. Ces éléments sont chimiquement assez réactifs, surtout à des températures élevées ou lorsqu'ils sont finement divisés.
Leurs propriétés électromagnétiques proviennent de leur configuration électronique avec remplissage progressif de la sous-couche 4f, à l'origine du phénomène appelé contraction des lanthanides.
Il faut attendre le projet Manhattan, dans les années 1940, pour que les terres rares soient purifiées à un niveau industriel, et les années 1970 pour que l’une d'elles, l'yttrium, trouve une application de masse dans la fabrication de luminophores des tubes cathodiques utilisés dans la télévision couleur. Du point de vue de l'économie mondiale, les terres rares font désormais partie des matières premières stratégiques. La Chine dispose de 37 % des réserves mondiales et assure 60 % de la production mondiale en 2021, suivie par les États-Unis (15 %).

## Liste, étymologie et utilisations
Le tableau suivant donne le numéro atomique, le symbole, le nom, l'étymologie et des utilisations des 17 terres rares.
Le nom d'une terre rare dérive selon le cas :
- du nom de lieu de la découverte (Ytterby, Suède) ;
- du nom d'un découvreur (Johan Gadolin, Vassili Samarski-Bykhovets) ;
- de la mythologie (Cérès, Prométhée, Thulé) ;
- des circonstances de la découverte (voir La, Pr, Nd, Dy).

Les métaux non séparés des terres rares, ou mischmétal, ont des utilisations supplémentaires :
- pierres à briquet (ferrocérium) ;
- additifs des aciers (désoxydation, désulfuration) ;
- catalyseurs de craquage des hydrocarbures.

| Z  | Symbole | Nom        | Étymologie                                                                            | Utilisations, |
| -- | ------- | ---------- | ------------------------------------------------------------------------------------- | --- |
| 21 | Sc      | Scandium   | Du latin Scandia (la Scandinavie).                                                    | Alliages légers aluminium-scandium : aéronautique militaire ; additif (ScI2) dans les lampes aux halogénures métalliques ; 46Sc : traceur radioactif dans les raffineries. |
| 39 | Y       | Yttrium    | Du village d'Ytterby, en Suède, où le premier minéral de terre rare a été découvert.  | Lasers : grenat d'yttrium et d'aluminium (YAG) dopé aux lanthanides (Nd, Ho, Er, Tm, Yb) ; vanadate YVO4 dopé avec Eu : luminophores rouges (TV), dopé avec Nd : lasers, dopé avec Ce3+ : LED GaN ; ampoules fluocompactes ; oxyde mixte de baryum, de cuivre et d'yttrium (YBCO) : supraconducteurs à haute température ; zircone cubique stabilisée par l'yttrium (YSZ) : céramiques conductrices réfractaires ; grenat de fer et d'yttrium (YIG) : filtres micro-onde ; bougies d'allumage ; 90Y : traitement du cancer. |
| 57 | La      | Lanthane   | Du grec λανθάνω / lanthanō, « être caché ».                                           | Batteries nickel-métal hydrure ; verres d'indice de réfraction élevé et de faible dispersion ; laser (YLaF) ; verres fluorés ; stockage de l'hydrogène. |
| 58 | Ce      | Cérium     | De la planète naine Cérès, nommée d'après la déesse romaine de l'agriculture.         | Agent chimique oxydant ; poudre de polissage du verre (CeO2) ; colorant jaune des verres et des céramiques ; décoloration du verre ; catalyseurs : revêtements de four auto-nettoyants, craquage des hydrocarbures, pots d'échappement ; YAG dopé au Ce : luminophore jaune vert pour les diodes électroluminescentes ; manchons à incandescence. |
| 59 | Pr      | Praséodyme | Du grec πράσινος / prásinos, « vert pâle », et δίδυμος / dídumos, « double, jumeau ». | Aimants permanents (allié à Nd) ; amplificateurs à fibre ; colorants des verres (vert) et des céramiques (jaune) ; lunettes de soudeur (allié à Nd). |
| 60 | Nd      | Néodyme    | Du grec νέος / néos, « nouveau » et δίδυμος / dídumos, « double, jumeau ».            | Aimants permanents (éoliennes, petites centrales hydrauliques, voitures hybrides) ; lasers YAG ; colorant violet des verres et des céramiques ; condensateurs céramique ; lunettes de soudeur (allié à Pr). |
| 61 | Pm      | Prométhium | Du Titan Prométhée, qui apporta le feu aux mortels.                                   | Applications potentielles de 147Pm : peintures luminescentes, batteries nucléaires, source d'énergie pour sonde spatiale. |
| 62 | Sm      | Samarium   | De l'ingénieur russe des mines Vassili Samarsky-Bykhovets.                            | Aimants permanents (SmCo5) ; lasers à rayons X ; catalyseurs ; capture neutronique ; masers ; 153Sm : radiothérapie. |
| 63 | Eu      | Europium   | Du continent Europe.                                                                  | Luminophores rouges (Eu3+) et bleus (Eu2+) : lampes fluocompactes, écrans renforçateurs pour rayons X, TV ; lasers ; cryptates : sondes biologiques par transfert d'énergie entre molécules fluorescentes ; barres de contrôle (réacteurs nucléaires). |
| 64 | Gd      | Gadolinium | De Johan Gadolin, découvreur de l'yttrium en 1794.                                    | Lasers ; capture neutronique : réacteurs nucléaires ; agent de contraste en IRM ; luminophores verts ; écrans renforçateurs pour rayons X ; additif des aciers. |
| 65 | Tb      | Terbium    | Du village d'Ytterby, Suède.                                                          | Luminophores verts : lampes fluocompactes, écrans renforçateurs pour rayons X, TV ; lasers ; cryptates (voir Eu) ; Terfenol-D (Tb0,3Dy0,7Fe1,9) : magnétostriction, transducteurs. |
| 66 | Dy      | Dysprosium | Du grec δυσπρόσιτος / dusprósitos, « d'un abord difficile ».                          | Aimants permanents ; lampes aux halogénures métalliques ; disques durs ; lasers ; Terfenol-D (voir Tb). |
| 67 | Ho      | Holmium    | Du latin Holmia (forme latinisée de Stockholm).                                       | Lasers chirurgicaux infrarouges ; colorant rose des verres ; standard de calibration en spectrophotométrie ; aimants permanents. |
| 68 | Er      | Erbium     | Du village d'Ytterby (Suède).                                                         | Lasers infrarouges (dentisterie) ; amplificateurs à fibre ; colorant rose des verres et des céramiques. |
| 69 | Tm      | Thulium    | De la terre mythologique du Nord, Thulé.                                              | Luminophores bleus pour écrans renforçateurs pour rayons X ; supraconducteurs haute température ; lasers YAG infrarouges ; 170Tm : curiethérapie, radiographie portable. |
| 70 | Yb      | Ytterbium  | Du village d'Ytterby (Suède).                                                         | Lasers proche infrarouge ; horloge atomique ; acier inoxydable ; 169Yb : radiographie portable. |
| 71 | Lu      | Lutécium   | De Lutèce (ancien nom de Paris).                                                      | Détecteurs en tomographie par émission de positons ; tantalate LuTaO4 hôte de luminophores pour électrons et rayons X. |

## Premières découvertes et appellation
L'aventure débute en 1787, lorsqu'un minéralogiste amateur suédois, lieutenant d'artillerie de son état, Carl Axel Arrhenius, visite les carrières de feldspath d'Ytterby et y découvre un minéral noir qu'il nomme « ytterbite » : un nouvel oxyde est alors identifié qui prendra le nom d'yttria et yttrium pour l'élément qui lui correspond. En 1803, le cérium est identifié indépendamment en Allemagne par Martin Heinrich Klaproth et en Suède par Jöns Jacob Berzelius et Wilhelm Hisinger.
Leur nom de terres rares vient du fait qu'on les a découverts à la fin du XVIIIe siècle et au début du XIXe siècle dans des minerais (d'où le nom de « terres », utilisé à l'époque en français, langue des échanges internationaux, pour les oxydes réfractaires au feu) peu courants à cette époque et à l'exploitation commerciale rendue compliquée  par le fait que ces minerais étaient éparpillés et les terres difficiles à séparer les unes des autres : « terres rares » signifiait donc « minerais rares ». Cependant, en raison de leurs propriétés géochimiques, ils sont répartis très inégalement à la surface de la Terre, le plus souvent en deçà des concentrations rendant leur exploitation minière économiquement viable.
Comme les terres rares ont des propriétés chimiques très voisines, on les trouve en mélange dans un même minerai et il est difficile de les séparer. Les techniques de séparation par cristallisation fractionnée sont développées par Paul-Émile Lecoq de Boisbaudran ou Georges Urbain au début du XIXe siècle. La chimie des terres rares est depuis une tradition française : au niveau de la recherche, un laboratoire des terres rares est fondé par Urbain dans les années 1930 à l'École nationale supérieure de chimie de Paris et repris par deux de ses anciens élèves, Paul Job et Félix Trombe, puis un deuxième laboratoire à l'École supérieure de physique et de chimie industrielles de la ville de Paris, repris et dirigé par un de ses élèves Georges Champetier ; au niveau industriel, l'usine de La Rochelle du groupe Rhodia fut la plus grande usine de séparation des terres rares.
La Société des produits chimiques des terres rares est fondée en 1919 par Georges Urbain avec le soutien financier du groupe Worms ; elle installe une usine de traitement de monazite à Serquigny (France). Cette usine est détruite par les bombardements lors de la Seconde Guerre mondiale. En 1948, la Société des terres rares installe un établissement à La Rochelle qui devient ensuite l'usine Rhodia-Terres rares. La société des terres rares fabrique du nitrate de thorium dans les années 1910-1950. Dans le cadre de l'opération Alsos, les équipes de Samuel Goudsmit perquisitionnent les locaux de la Société des Terres Rares à Paris où ils trouvent des documents attestant du transfert de thorium vers l'Allemagne. Depuis les années 1970, les terres rares sont d'usage courant dans l'industrie. Jusqu'aux années 1990, Rhône-Poulenc purifiait (extraction liquide-liquide) la moitié des terres rares produites dans le monde, mais il a délocalisé en Chine les processus de purification les plus polluants, alors réalisés près de La Rochelle.

## Occurrence naturelle

### Minéraux
Deux minéraux représentent l'essentiel des réserves mondiales de terres rares :
- la bastnäsite (Ln,Sc,Y)CO3F, essentiellement en Chine et aux États-Unis ;
- la monazite, essentiellement en Australie, au Brésil, en Chine, en Inde, en Malaisie, en Afrique du Sud, au Sri Lanka, en Thaïlande et aux États-Unis, déclinée en quatre variétés selon leur composition chimique (les éléments indiqués entre parenthèses sont les plus abondants par concentration décroissante) :
  - « monazite-Ce » (Ce,La,Pr,Nd,Th,Y)PO4 ;
  - « monazite-La » (La,Ce,Nd,Pr)PO4 ;
  - « monazite-Nd » (Nd,La,Ce,Pr)PO4 ;
  - « monazite-Pr » (Pr,Nd,Ce,La)PO4.

Les minéraux suivants en contiennent parfois assez comme éléments mineurs ou dans des minerais associés :
- l'apatite Ca5(PO4)3(F,Cl,OH) ;
- la chéralite (en) (Ca,Ce)(Th,Ce)(PO4)2 ;
- l'eudialyte Na15Ca6(Fe,Mn)3Zr3SiO(O,OH,H2O)3(Si3O9)2(Si9O27)2(OH,Cl)2 ;
- la loparite (Ce,Na,Ca)(Ti,Nb)O3 ;
- les phosphorites 3Ca3(PO4)2·Ca(OH,F,Cl)2 ;
- le xénotime (Y,Ln)(PO4) ;
- la thorite (Th,U)(SiO4) ;
- les argiles à terres rares (adsorption ionique) ;
- la monazite secondaire ;
- les rejets de solutions d'uranium.

### Gisements et production
Utilisées depuis longtemps dans les pierres à briquet (travaux de Carl Auer von Welsbach sur un alliage de terres rares, le mischmétal), les terres rares sont difficiles à extraire et doivent attendre le projet Manhattan pour être produites en grande quantité, le chimiste canadien Frank Spedding (en) mettant au point des techniques de séparation par échange d'ions sur résines qui permettent d’obtenir des terres rares à l’état pur.
En raison de leurs usages multiples, souvent dans des domaines de haute technologie revêtant une dimension stratégique, les terres rares font l'objet d'une communication restreinte de la part des États, de sorte que les statistiques macroéconomiques à leur sujet demeurent très lacunaires. Les réserves mondiales en oxydes de terres rares étaient estimées par l'Institut d'études géologiques des États-Unis à 120 millions de tonnes en 2021, détenues à 37 % par la Chine, devant le Brésil (18 %), le Viêt Nam (18 %), la Russie (10 %), l'Inde (6 %), l'Australie (2,8 %), les États-Unis (1,2 %), etc.. La Chine estime quant à elle détenir seulement 30 % des réserves mondiales de terres rares, bien qu'elle fournisse 90 % des besoins de l'industrie et se penche sur les techniques de recyclage de ces terres rares dans les déchets électroniques. La production mondiale d'oxydes de terres rares s'élèvait à 280 000 t en 2021, dont 168 000 t en Chine, soit 60 % du total mondial ; les États-Unis, deuxième producteur, en ont extrait 43 000 t (15 %), la Birmanie 26 000 t (9 %), l'Australie 22 000 t (8 %),la Thaïlande 8 000 t (3 %), Madagascar 3 200 t (1,1 %), l'Inde 2 900 t (1,0 %), la Russie 2 700 t (1,0 %), etc..
Selon le quotidien Liberté, l'Algérie renfermerait dans son sous-sol 20 % des réserves mondiales de terres rares.
Le 12 janvier 2023, la société minière publique suédoise LKAB révèle l'identification d'un gisement de terres rares de plus d'un million de tonnes au nord de la Suède, le plus grand en Europe.
En juin 2024, la société américaine Critical Metals annonce avoir déboursé 211 millions de dollars pour acquérir 92,5 % du projet d'extraction de terres rares Tanbreez, au Groenland. Il s'agit de l'un des plus vastes gisements au monde et le projet a déjà reçu des autorités locales les permis nécessaires pour exploiter le sous-sol. Les États-Unis ont déjà porté leur part de marché dans la production d'oxydes de terres rares de 0 à plus de 15 % depuis la réouverture en 2018 de la mine de Mountain Pass, en Californie, avec l'aide du ministère de la Défense. Ils dépendent encore de la Chine pour le raffinage, surtout pour les terres rares « lourdes », les plus recherchées par l'industrie de l'armement. C'est pourquoi le Pentagone a passé en 2022 un contrat de 120 millions de dollars avec l'australien Lynas pour construire une usine de terres rares « lourdes » au Texas.

### Réserves potentielles
Les réserves de terres rares sont difficiles à évaluer. En juillet 2011, des scientifiques japonais ont annoncé avoir trouvé une nouvelle réserve de terres rares dans les eaux internationales du Pacifique (à 1 850 kilomètres au sud-est de Tokyo), qui pourrait porter le niveau réserve connue actuelle à environ 100 milliards de tonnes, réparties sur 78 sites à des profondeurs de 3 500 à 6 000 mètres. Même si cette découverte est intéressante étant donné la demande grandissante de ces matériaux, l'extraction pose des problèmes environnementaux importants et ne pourrait commencer que vers 2023.
En juin 2012, une première expédition a étudié les fonds marins de l'île Minamitori, menée par la JAMSTEC (en).
En janvier 2013, une seconde expédition a suivi. En mars 2013, les chercheurs annoncent que des échantillons de sédiments vaseux prélevés à 5 800 mètres de profondeur présentent une concentration de terres rares vingt à trente fois plus élevée que celle des mines chinoises.
En avril 2018, dans la revue Nature, ils estiment que ces gisements représentent sur 2 500 km2 environ 16 millions de tonnes de terres rares, à plus de 5 000 mètres de profondeur, soit 780 ans d'approvisionnement mondial en yttrium, 620 ans pour l'europium, 420 ans pour le terbium, et 730 ans pour le dysprosium selon une publication d'avril 2018 dans la revue Scientific Reports,.

## Économie et géopolitique

### Hégémonie de la production chinoise

Répartition de la production mondiale de terres rares de 1950 à 2000.

Jusqu'en 1948, la plupart des sources de terres rares provenait de dépôts de sable en Inde et au Brésil. Durant les années 1950, l'Afrique du Sud est devenue le principal producteur après la découverte d'immenses veines de terres rares (sous forme de monazite) à Steenkampskraal.
Du fait des conséquences environnementales de l'extraction et du raffinage des terres rares, la plupart des exploitations ont été fermées en particulier dans les pays développés.
Sur les 170 000 t produites en 2018, 70,6 % (120 000 t) l’ont été par la Chine, selon l'Institut d'études géologiques des États-Unis. Les autres producteurs — Australie (20 000 t) et États-Unis (15 000 t — sont loin derrière. La Chine dispose de 37 % des réserves mondiales.
Pour asseoir son contrôle sur ces minéraux stratégiques, la Chine met en œuvre une politique industrielle de long terme, et s'emploie à bousculer le grand jeu géopolitique mondial. Elle s'appuie pour cela sur le gisement exceptionnel de Bayan Obo (Mongolie intérieure) (45 % de la production mondiale) et la base industrielle, technologique et scientifique de la ville de Baotou, la « capitale chinoise des terres rares ».
Depuis le début des années 2000, les mines indiennes et brésiliennes produisent toujours quelques concentrés de terres rares, mais elles ont été surpassées par la production chinoise qui assurait, au début des années 2010, 95 % de l'offre de terres rares,. Les États-Unis et l'Australie disposent de réserves importantes (15 et 5 % respectivement), mais ont cessé de les exploiter en raison des prix très concurrentiels de la Chine et des inquiétudes environnementales.
Cette prépondérance inquiète les pays occidentaux, qui cherchent à diversifier leur approvisionnement, d'autant plus que la Chine a annoncé le 1er septembre 2009 vouloir réduire ses quotas d'exportation à 35 000 tonnes par an (sur une production de 110 000 tonnes) dès 2010. L'argumentation justifiant cette décision porte sur la volonté de préserver des ressources rares et l'environnement. En effet, le ministère chinois du Commerce a récemment affirmé que les réserves de terres rares du pays avaient chuté de 37 % entre 1996 et 2003. Mais ces mesures visent surtout à satisfaire sa demande interne, en forte croissance. De 2006 à 2010, la Chine a réduit ses quotas d'exportation de 5 % à 10 % par an, et la production a été limitée de peur que ses réserves ne s'épuisent d'ici quinze ans.
Toute la gamme des terres rares est extraite par la Chine principalement en Mongolie-Intérieure comme le dépôt de Bayan Obo, dans le district minier de Baiyun. On trouve aussi des terres rares sur le plateau tibétain. Les mines illégales sont répandues dans la campagne chinoise et souvent liées à des pollutions des eaux environnantes.
La Chine avait annoncé qu'elle réduirait ses exportations et sa production de terres rares de 10 % pour 2011 pour des « questions environnementales ». Mais, après une plainte déposée par l'Union européenne, les États-Unis et le Mexique à la fin de 2009, l'OMC a condamné le 7 juillet 2011 la Chine à mettre un terme aux quotas imposés pour les terres rares,.
Le 13 mars 2012, les États-Unis, l'Union européenne et le Japon ont à nouveau déposé une plainte devant l'Organisation mondiale du commerce (OMC) du fait des limitations imposées par la Chine à l'exportation de 17 terres rares.
La Chine a mis fin au début 2015 aux quotas à l’exportation qu’elle avait imposés sur les terres rares ; ces quotas seront remplacés par un régime de licences qui seront nécessaires aux producteurs chinois pour vendre à l’étranger. Les autorités chinoises auraient fait savoir par ailleurs en mars 2014, d’après Reuters, que le pays ne souhaitait plus assumer le coût écologique lié à la production très polluante de l’immense majorité des terres rares du monde.
En mai 2019, en pleine escalade du conflit commercial sino-américain, la Chine menace de couper l'approvisionnement des États-Unis en terres rares, une ressource cruciale pour de nombreuses industries : aimants, téléviseurs, batteries pour téléphones mobiles et véhicules électriques, ampoules à basse consommation, pots catalytiques, éoliennes, etc. La Chine contrôle 90 % de la production mondiale et représente 80 % des importations vers les États-Unis ; non seulement elle assure elle-même plus de 70 % de la production mondiale de terres rares, mais un consortium emmené par le groupe chinois Shenghe a mis la main en 2017 sur la mine de Mountain Pass, le seul grand gisement américain de terres rares, après la faillite de l'exploitant américain Molycorp.
La mine de Mountain Pass, dans le désert californien, a été rouverte en 2017, quand la société MP Materials a racheté le site, aidée par des fonds d'investissement et par quelques aides du gouvernement américain. La concentration en terres rares y est exceptionnellement élevée : de 7 à 8 %, quand elle ne dépasse pas les 2 % en Chine. Ces terres contiennent notamment du néodyme et du praséodyme, indispensables dans la confection des aimants permanents présents dans certains alternateurs et moteurs électriques. La mine a produit 38 500 t en 2020, soit plus de 15 % de la production mondiale. MP Materials entame la deuxième étape de son développement : la séparation des métaux, actuellement réalisée en Chine, pour la relocalisation de laquelle elle va investir 200 millions de dollars ; la troisième étape, à partir de 2025, sera la production des aimants. Shenghe, une entreprise chinoise contrôlée en partie par l'État, détient un peu moins de 10 % du capital.
Les deux grands industriels chinois des terres rares China Northern Rare Earth et China Rare Earth annoncent en décembre 2021 un partenariat dans l'extraction, le commerce et le raffinage de métaux rares. En 2021, 60 % de l'extraction se fait en Chine et 16 % aux États-Unis, mais la Chine purifie encore près de 90 % des terres rares.
En juillet 2025, le département de la défense américain investit 400 millions de dollars pour acquérir une participation de 15 % dans le groupe MP Materials, exploitant de la mine de Mountain Pass en Californie. JPMorgan et Goldman Sachs vont de leur côté apporter 1 milliard de dollars de financement au groupe. Ces investissements financeront la construction d'une usine d'aimants permanents, « 10X Facility », dont la mise en service est prévue pour 2028 et qui portera la production américaine d'aimants à 10 000 tonnes par an.

### Économies et diversification de l'approvisionnement
La flambée des prix des terres rares en 2011 (par exemple le cours du dysprosium a été multiplié par six, celui du terbium par neuf) et le quasi-monopole chinois a conduit plusieurs pays à relancer l'exploration. En 2011, c'est ainsi plus de 312 projets d'exploration de gisements de terres rares qui étaient recensés sur la planète, impliquant plus de 202 sociétés de tailles très diverses dans pas moins de 34 pays. La réouverture de la mine sud-africaine est à l'étude. Certains gisements canadiens (Hoidas Lake), vietnamiens, australiens et russes sont aussi en cours d'évaluation. En 2013, la société australienne Lynas ouvre une mine en Malaisie, la plus importante de terres rares hors de Chine. La mine californienne de Mountain Pass a été rouverte après dix ans de fermeture et après des investissements de 1,25 milliard de dollars. À terme, ces deux sites devraient représenter 25 % de la production mondiale. Cette flambée des prix a aussi conduit les pays consommateurs à mettre en place un meilleur recyclage des produits manufacturés. Le Japon mise ainsi fortement sur la récupération des terres rares pour alimenter son industrie nationale. En France, Solvay a ouvert en 2012 près de Lyon une unité de récupération de six terres rares contenues dans les ampoules basse consommation usagées. Les industriels ont également cherché à réduire la quantité de terres rares nécessaires à leur production. Dans les aimants pour les moteurs de ses véhicules électriques par exemple, Nissan a réduit de 40 % la quantité nécessaire de dysprosium.
En 2012, la Chine n'a exporté que 12 000 t de terres rares contre 70 000 t en 2003.
Au début 2015, seuls deux gisements sont exploités en dehors de Chine, l’un à l’ouest de l’Australie, Mount Weld, l’autre, Mountain Pass, en Californie. Une cinquantaine de projets sont en cours de développement, dont la moitié sont bien avancés, en particulier au Canada, en Australie, aux États-Unis et au Groenland (à Kvanefjeld). D’ici à 2020, une vingtaine de sociétés seront a priori capables de produire des terres rares en dehors de Chine, pour des coûts de développement avoisinant au total 12 milliards de dollars, selon Bloomberg, alors que le marché des oxydes de terres rares dans sa globalité est évalué à 3,8 milliards de dollars en 2014. Le projet de Norra Kärr en Suède, l’un des rares en Europe, est très attendu par le marché européen, car il peut produire  en quantité du dysprosium, terre rare devenue de plus en plus difficile à obtenir pour les industriels, qui tentent de réduire son utilisation ; elle sert à la fabrication d'aimants permanents utilisés par exemple dans les éoliennes ; on la trouve aussi dans les réacteurs nucléaires. China Minmetals, l'un des trois géants chinois des terres rares, indiquait en octobre 2014 au South China Morning Post que la part de marché du pays dans le secteur pourrait baisser à 65 %.
Depuis Donald Trump, l'administration tente de recréer une filière industrielle sur le sol américain, au nom de la souveraineté nationale. Le Pentagone distribue ainsi des financements afin de recréer une filière intégrée des terres rares, dont l'un des bénéficiaires est MP Materials, qui exploite la mine de Mountain Pass en Californie en coentreprise avec General Motors. Ils fabriqueront des aimants au néodyme au Texas à partir de la fin 2023, environ un millier de tonnes par an, de quoi équiper un demi-million de moteurs électriques. La société USA Rare Earth compte ouvrir la deuxième usine américaine d'aimants à Stillwater, dans l'Oklahoma, en 2024. La première ligne de production va débuter à mi-capacité, soit 600 tonnes métriques par an, puis monter en charge progressivement. D'autres lignes seront ajoutées, jusqu'à 4 800 tonnes métriques par an. USA Rare Earth a levé des fonds pour acquérir 80 % d'un projet minier dans le Texas : Round Top, qui recèle des terres rares « lourdes » (terbium, dysprosium), très prisées car elles permettent aux aimants de conserver leurs performances à des températures élevées. L'extraction va commencer fin 2025, début 2026. Grâce aux subventions de la Loi sur la réduction de l'inflation de 2022 (IRA) et à la montée en puissance de l'usine, la société pense avoir tous les éléments pour devenir aussi compétitive que la Chine d'ici 5 à 10 ans. Le gouvernement américain a réuni en 2022 plusieurs pays amis dans un Partenariat de sécurité des minéraux (MSP), dont font partie la France, la Corée, l'Australie, l'Union européenne. Un accord commercial sur les minéraux critiques a été signé en mars 2023 avec le Japon.
Le 17 mars 2025, la société Caremag, filiale de la jeune société lyonnaise Carester, lance le chantier de son usine de recyclage et de raffinage de terres rares à Lacq, près de Pau, sur un ancien site gazier de TotalEnergies. Le projet est financé à hauteur de 110 millions d'euros par la Japan France Rare Earth Company, coentreprise détenue par Iwatani Corp et par la Jogmec, entité publique créée en 2004 pour sécuriser l'accès de la France aux matières premières vitales. L'usine Caremag recyclera 2 000 tonnes d'aimants par an et va également raffiner des concentrés miniers à hauteur de 5 000 tonnes. Sa production annuelle atteindra 800 tonnes de terres rares légères et 600 tonnes de terres rares lourdes, soit à peu près 15 % de la production mondiale actuelle. La mise en service de l'usine est prévue pour fin 2026 ou début 2027.
D'après l'Office allemand des statistiques Destatis, la Chine a représenté 46,3 % des importations européennes de terres rares en 2024, contre 39 % en 2023. La part de la Russie a été de 28,4 % en 2024, contre 22 % en 2023. La Malaisie a vu sa part régresser de 33 % à 19,9 %. Mais les importations européennes ont diminué de près de 30 % en 2024. La part de la Chine atteint même 97,7 % dans les importations  de néodyme, de praséodyme et de samarium (14,2 tonnes sur 14,4). L'Union européenne a adopté en 2023 une législation pour réduire sa dépendance aux matières premières critiques, et la Commission européenne va soutenir quarante-sept projets d'extraction et de recyclage de métaux stratégiques sur son sol. En avril 2025, le belge Solvay a ouvert un site de recyclage de néodyme et de praséodyme à La Rochelle.

## Impact environnemental
L'extraction et le raffinage des terres rares requièrent de nombreux solvants et acides forts, ainsi que de grandes quantités d’eau et d’énergie, car ils s’effectuent le plus souvent à haute température. Tous ces procédés entraînent le rejet de nombreux éléments toxiques.
L'impact de l'exploitation des terres rares sur l'environnement a des conséquences sociales majeures en Chine et le gouvernement essaye de mieux rentabiliser son monopole pour en équilibrer les effets néfastes et pour mettre en place les processus coûteux permettant de réduire l'impact environnemental.

Pékin instaure des quotas sévères depuis 2005, et voudrait réduire ses exportations de 5 à 10 % par an. Officiellement, en Chine, les bénéfices financiers liés à l'exploitation des terres rares ne couvrent pas le coût du désastre écologique : 

« Ce qui est frappant, c'est que ce chiffre a largement dépassé les bénéfices de l'extraction de terres rares. À la fin de 2011, les 51 entreprises du secteur de la province du Jiangxi ont réalisé un bénéfice de 6,4 milliards de yuans, occupant le premier rang du secteur national. Le bénéfice résulte pourtant de la multiplication par quatre du prix de vente de leurs produits au cours de ces dernières années. Et selon les rapports annuels du secteur des terres rares, les treize entreprises cotées du secteur, dont l'aciérie de Baotou, ont affiché en tout un bénéfice de 6,075 milliards de yuans en 2011, soit une multiplication par plus de deux du bénéfice de 2010 (2,438 milliards de yuans). Mais cela reste incomparable avec le coût nécessaire pour couvrir le traitement de la pollution sectorielle. »

Jusqu'aux mesures de répression de 2010 et 2011, de nombreuses mines illégales du centre-sud de la Chine déversent de l'acide et de l'ammoniac dans les cours d'eau, empoisonnant les rizières. 
Selon la Société chinoise des terres rares, la production d’une tonne de terres rares à Bayan Obo s’accompagne du rejet de grandes quantités de gaz contenant de l’acide sulfurique, de l’acide fluorhydrique et du dioxyde de soufre, d’eau acide et d’une tonne de déchets radioactifs.
Les terres rares ne sont pas des minerais radioactifs en eux-mêmes, mais l’activité qui consiste à les séparer d’autres minerais radioactifs (thorium ou uranium) auxquels ils sont associés dans la croûte terrestre produit des déchets radioactifs,.
« Il faut injecter sept ou huit tonnes de sulfate d'ammonium dans le sol pour extraire une tonne d'oxyde, ces liquides toxiques vont résider longtemps et les conséquences seraient épouvantables si l'eau souterraine était polluée », a indiqué le vice-ministre de l'Industrie et des Technologies de l'information chinois Su Bo. À Baotou, plus grand site chinois de production, les effluents toxiques sont stockés dans un lac artificiel de 10 km2 dont les trop-pleins sont rejetés dans le fleuve Jaune, l’équivalent de dix mille piscines olympiques contenant 149 millions de tonnes de déchets faiblement radioactifs. Les échantillons de sol prélevés près des décharges contiennent par exemple 36 fois la quantité normale de thorium.
La pollution radioactive mesurée dans les villages de Mongolie-Intérieure proches de Baotou est de 32 fois la normale (à Tchernobyl, elle est de 14 fois la normale). Des travaux menés en 2006 par les autorités locales ont montré que les niveaux de thorium dans le sol à Dalahai étaient 36 fois plus élevés que dans d'autres endroits à Baotou.
En conséquence, le bétail autour des sites d'extraction meurt, les récoltes chutent et la population est atteinte de cancers. D'après la carte des « villages du cancer » en Chine, la mortalité par cancer y est de 70 %. Il s'agit de cancers du pancréas, du poumon et de leucémies. Soixante-six villageois de Dalahai ont succombé à un cancer entre 1993 et 2005.
Ces pollutions ont été dénoncées en 2011 dans un rapport de Jamie Choi, alors responsable de Greenpeace Chine.
Dans le centre-sud de la Chine, les mines de terres rares ont empoisonné des dizaines de vallées autrefois verdoyantes et laissé des collines dénudées d'argile rouge stérile. Les dirigeants chinois s'emploient depuis les années 2010 à assainir l'industrie des terres rares du pays, pour un coût se chiffrant en milliards de dollars.
Alors même que des mesures de nettoyage ont été entreprisent, les autorités chinoises censurent de plus en plus les discussions sur la pollution causée par l'industrie des terres rares. Dans les années 2010, les médias d'État rapportaient que des milliers d'hectares de prairies près de Baotou avaient été fermés au pâturage après que des moutons et des chèvres eurent été mortellement intoxiqués par la poussière produite par l'industrie des terres rares. En 2025, pratiquement aucune mention de cet incident n'est aujourd'hui disponible en ligne en Chine.

## Santé environnementale
Les effets écotoxicologiques et toxicologiques des formes solubles des terres rares ont été assez peu étudiés, mais selon les données disponibles : 
- quelques études ont néanmoins porté sur certaines terres rares proposées comme additifs d'alliages d'implants dégradables (chirurgie dentaire ou reconstructrice) ;
- il semble exister des organes-cibles[67]. Par exemple plus de 78 % des terres rares administrés par injection à des rats de laboratoire sont retrouvés dans leur foie (organe de détoxication), leurs os (parfois utilisés pour stocker des toxiques, tels que le plomb) et leur rate[67]. À doses élevées, Y, Eu, Dy administrés au rat sous forme de chlorure en injection ciblent surtout la rate et les poumons et affectent le taux de Ca dans le foie, la rate et les poumons. La cinétique de quelques terres rares et les variations temporelles de concentrations conjointes de Ca ont été étudiées par exemple pour Pr, Eu, Dy, Yb (à faible dose), et Y (dose élevée). Elles sont extraites du sang en 24 heures, par le foie essentiellement (où après injection dans le sang les taux augmentent rapidement et fortement dans les 8 à 48 heures suivantes pour ensuite décliner), mais sont retenues par divers organes durant une « longue période »[67]. 
Le foie semble le mieux capter Y, Eu, Dy et Yb qui ensuite y diminuent sauf le Pr hépatique qui reste élevé[67]. 
Les variations de concentrations de Ca dans le foie, la rate et les poumons sont « en accord » avec les variations des terres rares[67]. Une hépatotoxicité sévère a été observée après l'administration de Ce et Pr (avec jaunisse et un taux sérique élevé de GOT (ou ASAT) et GPT (ou ALAT) sont les plus élevés au « Jour 3 »)[67]. 
Du point de vue de leur hépatotoxicité et perturbation du Ca, les chlorures de terres rares semblent pouvoir être classés en trois groupes (léger, moyen, lourd) avec une toxicité variant selon leur rayon ionique et selon leur comportement et cinétique dans l'organisme[67].

## Utilisation, recyclage

### Généralités
Consommation mondiale, 2015
- Catalyseurs, craquage du pétrole, pot catalytique (24 %)
- Aimants (23 %)
- Polissage (12 %)
- Autres (9 %)
- Métallurgie (8 %)
- Batteries (8 %)
- Verre (7 %)
- Ceramiques (6 %)
- Luminophores et pigments (3 %)

Nombre de ces éléments possèdent des propriétés uniques qui les rendent utiles dans de nombreuses applications : catalyses chimiques (24 % de la consommation mondiale en 2015, craquage du pétrole, pot catalytique), magnétiques (23 % de la consommation mondiale en 2015, propriétés exceptionnelles leur permettant, en alliage avec d'autres métaux, la miniaturisation d’aimants très performants, utilisés dans certaines éoliennes en mer, la téléphonie en particulier les téléphones mobiles, l'électroménager) mécaniques (leur dureté associée à une réaction chimique facilite le polissage du verre dans l’optique de pointe), optiques (coloration du verre et de la céramique, télévision couleur, éclairage fluorescent, radiographie médicale); ainsi l'utilisation des terres rares s'est accrue depuis la fin du XXe siècle. Depuis les années 1970, leur utilisation est très répandue dans l'industrie, jusqu'à être devenue indispensable dans certains domaines.
En outre, les terres rares sont utilisées pour la croissance verte, en économie.
En 2012, des quotas chinois à l'exportation de terres rares menacent la fourniture d'industries de haute technologie en Europe ou Amérique (quotas dénoncés devant l'OMC qui doit se prononcer à ce sujet). Des entreprises se présentant comme issues du domaine des (éco-)technologies ayant besoin de scandium, d'yttrium et des lanthanides ont incité des industriels à ouvrir des unités de recyclage, dont en France avec Récylum afin de récupérer dans les lampes fluocompactes en fin de vie notamment du lanthane, du cérium, et surtout de l'yttrium, de l'europium, du terbium et du gadolinium aujourd'hui précieux. Pour cela, Rhodia a ouvert une unité de récupération de poudre blanche de lampes à Saint-Fons, ainsi qu'une unité de récupération/retraitement à La Rochelle. Les deux sites ont été fermés fin 2016 pour manque de rentabilité. Un pôle de compétitivité, TEAM2 basé dans le Pas-de-Calais, se spécialise sur le recyclage de ces terres rares.
Le recyclage des terres rares (très complexe dans le cas des alliages) a un coût supérieur à leur valeur en 2018. Le prix des métaux rares recyclés pourrait être compétitif si les cours des matières premières étaient eux-mêmes élevés, mais depuis fin 2014 ils sont bas.
Dans l'ensemble, le recyclage des terres rares est encore peu développé à cause de plusieurs facteurs, dont la faible quantité présente dans les objets, leur impureté dans certains cas, des procédés de recyclage trop coûteux par rapport à l'achat de terres rares extraites du sol. L'amélioration de leur recyclage pourrait contribuer à résoudre les problèmes économiques, environnementaux et géopolitiques que posent leur extraction et leur utilisation.

### Composants pour véhicules électriques et hybrides
La croissance des ventes de véhicules électriques aurait renforcé l'intérêt pour certaines terres rares : composant d'accumulateurs de type NiMH (lanthane) et la fabrication d'aimants compacts pour les moteurs électriques synchrones dits « sans balais » (néodyme, dysprosium, samarium).
Cependant, des types de voitures électriques (Renault Zoe, Tesla) utilisent des accumulateurs de type Li-ion et des machines synchrones à rotors bobinés à bagues et balais ou des machines asynchrones, et non des aimants permanents, de sorte qu'elles ne nécessitent pas plus de terres rares que les autres véhicules (pour les micro-moteurs électriques de rétroviseurs, les lève-vitres, les sièges, etc.). Mais ces moteurs sont plus gros et plus lourds que les moteurs avec aimants contenant des terres rares, comme ceux des véhicules de Toyota, Nissan, Mitsubishi, General Motors, PSA, BMW, etc..

### Composants pour pots catalytiques
La constitution d'un pot catalytique nécessite l'emploi d'un oxyde de cérium, ainsi que les métaux rares du groupe des platinoïdes : outre le platine lui-même, le palladium et le rhodium.

### Diodes électroluminescentes (LED)
Dans le projet de limiter la consommation d'énergie électrique pour s'éclairer, le marché de la lampe à diode électroluminescente ne cesse de s'accroître, et ces lampes utilisent des terres rares.

### Alliages métalliques
L'oxyde d'yttrium Y2O3 est utilisé dans les alliages métalliques pour renforcer leur résistance à la corrosion à haute température.

### Colorants
Les oxydes et sulfures de terres rares sont également utilisés comme pigments, en particulier pour le rouge (pour remplacer le sulfure de cadmium) et pour leurs propriétés fluorescentes, notamment dans les lampes à décharge (néons, ampoules fluocompactes), les « filets » des lampes à gaz de camping, comme photophores des écrans cathodiques ainsi que, récemment, comme dopant dans différents types de lasers.
Toutefois, une part importante de la production de terres rares est utilisée en mélange.
Le mélange des métaux de terres rares appelé mischmétal est généralement riche en terres cériques. Du fait de cette importante proportion de cérium, il est incorporé dans les alliages pour pierre à briquet.
On l'utilise également comme catalyseur, pour le piégeage de l'hydrogène (réservoir).

## Précautions
Les utilisateurs professionnels courent des risques.
Voir la brochure de l'INRS sur ce sujet.

## Configuration électronique des atomes et des ions
Étant donné un élément des terres rares, la configuration électronique des couches internes de l'atome est symbolisée par celle du gaz rare isoélectronique :
- argon Ar = 1s2 2s2 2p6 3s2 3p6 pour le scandium ;
- krypton Kr = Ar 4s2 3d10 4p6 pour l'yttrium ;
- xénon Xe = Kr 5s2 4d10 5p6 pour les quinze autres éléments, ou lanthanides.

Si la règle de Klechkowski était respectée, tous les lanthanides auraient pour configuration électronique Xe 6s2 4fn avec 1 ≤ n ≤ 14 puisque la sous-couche 4f est pleine avec 14 électrons, d'où 14 éléments.
- En fait, il y a 15 lanthanides[9] car le lutécium = Xe 6s2 4f14 5d1 leur est rattaché à cause de propriétés chimiques similaires ; il est en même temps le troisième métal de transition de la colonne 3 du tableau périodique, sous le scandium et l'yttrium.
- En début de série, le lanthane = Xe 6s2 5d1 et le cérium = Xe 6s2 4f1 5d1 font exception à la règle de Klechkowski, ce qui indique que les électrons 5d et 4f ont alors des énergies très voisines. La troisième exception est le gadolinium Gd = Xe 6s2 4f7 5d1 et non Xe 6s2 4f8. Ceci est dû à la stabilité particulière des sous-couches demi pleines, ici 4f7. Chez les métaux de transition, le chrome Cr = Ar 4s1 3d5, et non Ar 4s2 3d4, présente un cas analogue avec sa sous-couche 3d demi pleine. Ces exceptions n'ont pas de conséquence directe sur les propriétés chimiques car elles concernent les atomes et non les solides métalliques.

Pour donner des ions, les métaux de transition perdent en priorité les électrons s de valence, et le cas échéant des électrons d. Ainsi le scandium et l'yttrium perdent leurs trois électrons externes pour former les ions Sc3+ = Ar et Y3+ = Kr. De même, l'ion le plus stable du lanthanide Ln est Ln3+ = Xe 6s2 4fn-1, où n est le nombre d'électrons 4f de l'atome (+ 1 électron 5d pour La, Ce et Gd). Quelques lanthanides donnent en plus des ions de charge +4 ou +2, moins stables dans l'eau que Ln3+ :
- le cérium donne l'ion Ce4+ isoélectronique de La3+ et de Xe ;
- l'europium et l'ytterbium donnent les ions respectifs Eu2+ = Xe 4f7 et Yb2+ = Xe 4f14. Leur relative stabilité est due à la présence de sous-couches 4f respectivement demi pleines (cf. Gd) et pleines.

### Sources
- Groupe spécial sur les produits de base de la Conférence des Nations unies sur le commerce et le développement (2014), « Coup d'œil sur les produits de base no 5. Édition spéciale sur les terres rares », Genève, Nations unies, 50 p.
- Guillaume Pitron et Serge Turquier, La Sale Guerre des terres rares, France 2, 2012, un documentaire qui parle de Molycorp (en), de sa mine de Mountain Pass, de Magnequench et de l'industrie des terres rares en Chine (en) à Baotou et de ses mines de Baiyun.
- Guillaume Pitron (préf. Hubert Védrine), La Guerre des métaux rares : la face cachée de la transition énergétique et numérique, Paris, Les Liens qui libèrent, 2018, 296 p. (ISBN 979-10-209-0574-1, SUDOC 223952087) (SUDOC 240532058 et 257438114) et audio (SUDOC 24183743X).

Nouvelle édition (poche) augmentée, mise à jour septembre 2023 : Guillaume Pitron, La Guerre des métaux rares : la face cachée de la transition énergétique et numérique, Les Liens qui libèrent, 2023, 352 p. (ISBN 1020907177).
- Julie Gacon avec Guillaume Pitron, Raphaël Danino-Perraud et Audrey Sérandour, « Série "Voiture électrique : une révolution mondiale". Épisode 3/4 : La course aux minerais critiques », sur France Culture : Cultures Mondes, 6 septembre 2023 (consulté le 6 septembre 2023).